# Robert Ferrigno
Robert Ferrigno (Florida, 1947) è uno scrittore statunitense di libri gialli.

## Opere
- Il giorno degli angeli (The Horse Latitudes) (1990) Mondadori, 1990. ISBN 8804333243; Il Giallo Mondadori n. 2453
- Il fiore freddo della paura (1993) (The Cheshire Moon) Mondadori, 1993. ISBN 8804368969
- Ballo finito (Dead Man's Dance) (1995) - Mondadori, 1995. ISBN 8804406194; Il Giallo Mondadori n. 2516
- La restituzione (Dead Silent) (1996) - Mondadori, 1997. ISBN 8804424427; Il Giallo Mondadori n. 2686
- A cuore duro (Heartbreaker) (1999) - Tropea, 1999. ISBN 8843802216
- Non chiudere gli occhi (Flinch) (2001) - Tropea, 2006. ISBN 884380359X
- Scavenger Hunt (2003)
- The Wake-Up (2004)
- Prayers for the Assassin (2006)
- Sins of the Assassin, finalista Edgar Award 2009  (2008)
- Heart of the Assassin (2009)